# Grigori Borissowitsch Michalkin

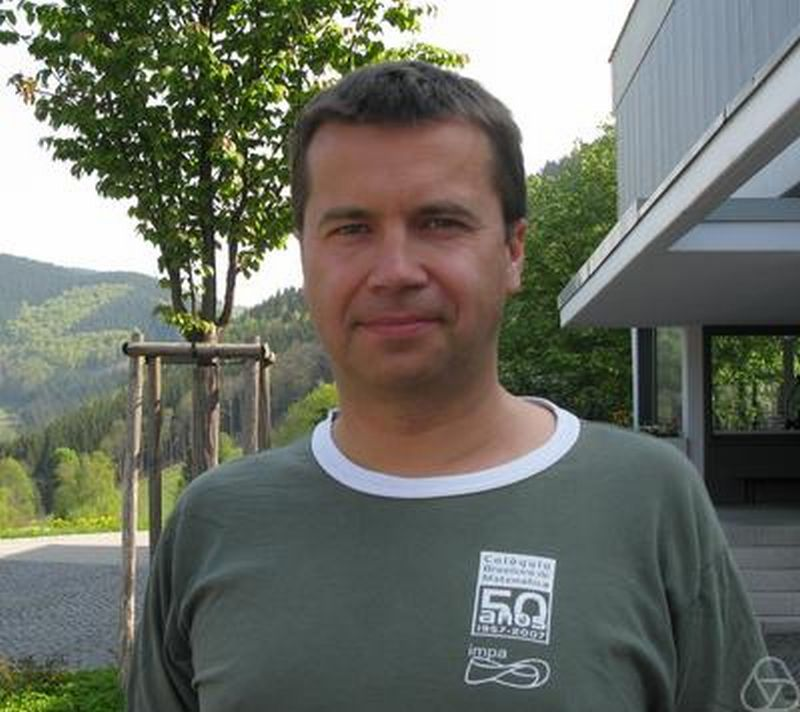
Grigori Michalkin, Oberwolfach 2011

Grigori Borissowitsch Michalkin, russisch Григорий Борисович Михалкин (* 19. Juli 1970) ist ein russischer Mathematiker.
Michalkin studierte an der Staatlichen Universität Sankt Petersburg mit dem Diplom 1991 bei Viatcheslav Kharlamov und Oleg Wiro. 1993 wurde er bei Selman Akbulut an der Michigan State University promoviert (Classification of smooth closed manifolds up to blowups) und 1995 erfolgte seine Promotion am Steklow-Institut in Sankt Petersburg (Kandidaten-Grad) bei Oleg Wiro (The complex separation of real surfaces and extensions of Rokhlin congruence for curves on surfaces). Er ist seit 1993 Mitglied des Steklow-Instituts in Sankt Petersburg. Als Post-Doktorand war er 1993/94 am Institute for Advanced Study und 1994/95 am Max-Planck-Institut für Mathematik in Bonn, 1995/96 an der University of Toronto und 1996/97 am MSRI. Ab 1997 war er Benjamin Peirce Lecturer und dann Assistant Professor an der Harvard University und 1999 wurde er Associate Professor an der University of Utah.
Michalkin befasst sich mit Topologie reeller algebraischer Varietäten, tropischer algebraischer Geometrie und Amoeben komplexer Varietäten.
Er war Gastwissenschaftler am IMPA in Rio de Janeiro, am Mittag-Leffler-Institut und am IHES. Er war eingeladener Sprecher auf dem Internationalen Mathematikerkongress 2006 in Madrid (Tropical Geometry and its applications). 1999 erhielt er den Preis für junge Mathematiker der Sankt Petersburger Mathematischen Gesellschaft.

## Schriften
- Blowup equivalence of smooth closed manifolds, Topology, Band 36, 1997, S. 287–299
- Real algebraic curves, moment maps and amoebas, Annals of Mathematics, Band 151, 2000, S. 309–326, Arxiv
- mit H. Rullgard: Amoebas of maximal area, Internat. Math. Res. Notices, Band 9, 2001, S. 441–451.
- mit Erwan Brugallé, Ilia Itenberg,  Kristin Shaw: Brief introduction to tropical geometry, Gokova Geometry/Topology Conference, 2015, Arxiv
- Introduction to Tropical Geometry (notes from the IMPA lectures in Summer 2007), Arxiv
- Counting curves via lattice paths in polygons, Preprint 2002, Arxiv
- Amoebas of algebraic varieties, Real Algebraic and Analytic Geometry Congress, Rennes 2001, Arxiv
- Herausgeber mit Ilia Itenberg, Eugenii Shustin: Tropical algebraic geometry (Oberwolfach Seminars), Birkhäuser, Basel 2007
- Enumerative tropical algebraic geometry in {\displaystyle \mathbb {R} ^{2}}, J. Am. Math. Soc., Band 18, 2005, S. 313–377
- mit I. Zharkov: Tropical curves, their Jacobians and Theta functions, in: Curves and Abelian Varieties, Contemporary Mathematics, Band 465, 2008, S. 203–230